# Stahlmann
Stahlmann är ett tyskt industrimetalband från Göttingen som grundades 2008 och som hör till Neue Deutsche Härte-rörelsen.

## Medlemmar
Nuvarande medlemmar
- Martin Soer – sång, programmering (2008– )
- Eugen – basgitarr (2019– )
- Mario – gitarr (2018– )
- Tacki – trummor (2018– )

Tidigare medlemmar
- Tobias "Tobi" Berkefeld – gitarr, programmering (2008–2013)
- Alexander "Alex" Scharfe – gitarr, programmering (2008–2011)
- Oliver "O-Lee" Schmidt – trummor (2008–2011)
- Dirk "Fire-Abend" Feierabend – gitarr (2009–2011)
- Nils "Neill" Freiwald – gitarr, programmering (2013–2014)
- Johannes (Duese) Thon – keyboard (2015–2016)
- Frank Herzig – gitarr (2014–2017)
- Maximilian Thiele – trummor (2015–2017)
- AblaZ – basgitarr (2011–2019)

Turnerande medlemmar
- Niklas Kahl – trummor – (2011–2015)

## Diskografi
Promo
- 2012 – Spring nicht[2]

Studioalbum
- 2010 – Stahlmann
- 2012 – Quecksilber (#39 i Tyskland)[3]
- 2013 – Adamant (#34 i Tyskland)[3]
- 2015 – CO2 (#22 i Tyskland)[3]
- 2017 – Bastard (#36 i Tyskland)
- 2019 – Kinder der Sehnsucht (#37 i Tyskland)
- 2021 – Quarz

EP
- 2009 – Herzschlag

Singlar
- 2010 – "Hass mich...lieb mich..."
- 2011 – "Stahlwittchen"
- 2011 – "Tanzmaschine"
- 2012 – "Die Welt verbrennt" (självutgiven)[4]
- 2013 – "Süchtig"
- 2013 – "Schwarz"
- 2015 – "Plasma"
- 2017 – "Bastard/Nichts spricht wahre Liebe frei"
- 2019 – "Kinder der Sehnsucht"
- 2019 – "Die Besten"
- 2019 – "Wahrheit oder Pflicht"
- 2023 – "Tanzen"